# Lista de países por produção de chumbo
Esta é uma lista de países pela produção de chumbo baseada nos dados do Serviço Geológico dos Estados Unidos.
| Rank | País/Região          | Produção de Minério de Chumbo (Toneladas) | Data da Informação |
| ---- | -------------------- | ----------------------------------------- | ------------------ |
| —    | Mundo                | 3.840.000                                 | 2008               |
| 01   | China                | 3.200.000                                 | 2016               |
| 03   | Estados Unidos       | 842.000                                   | 2016               |
| 02   | Austrália            | 726.000                                   | 2016               |
| 04   | Peru                 | 230.199                                   | 2011               |
| 05   | México               | 223.717                                   | 2011               |
| 06   | Canadá               | 59.797                                    | 2011               |
| 07   | Índia                | 115.000                                   | 2011               |
| 08   | Bolívia              | 100.051                                   | 2011               |
| 09   | Polónia              | 96.300                                    | 2016 est.          |
| 10   | Rússia               | 94.500                                    | 2016 est.          |
| 11   | Suécia               | 62.000                                    | 2011 est.          |
| 12   | Irlanda              | 50.700                                    | 2011 est.          |
| 13   | África do Sul        | 54.460                                    | 2011               |
| 14   | Turquia              | 39.000                                    | 2016               |
| 15   | Macedônia do Norte   | 36.000                                    | 2011 est.          |
| 16   | Marrocos             | 34.895                                    | 2016               |
| 17   | Alemanha             | 34.600                                    | 2011               |
| 18   | Brasil               | 32.100                                    | 2011               |
| 19   | Irão                 | 35.000                                    | 2011 est.          |
| 20   | Coreia do Norte      | 13.000                                    | 2011 est.          |
| 21   | Bulgária             | 12.000                                    | 2011 est           |
| 22   | Argentina            | 26.074                                    | 2011               |
| 23   | Grécia               | 18.000                                    | 2011 est.          |
| 24   | Namíbia              | 8.000                                     | 2011.              |
| 25   | Honduras             | 16.954                                    | 2011               |
| 26   | Chile                | 841                                       | 2011               |
| 27   | Vietname             | 7.400                                     | 2011 est.          |
| 28   | Bósnia e Herzegovina | 3.700                                     | 2011 est.          |
| 29   | Myanmar              | 2.000                                     | 2008 est.          |
| 30   | Sérvia               | 1.800                                     | 2011 est.          |
| 31   | Itália               | 800                                       | 2011 est.          |
| 32   | Roménia              | 800                                       | 2008 est.          |
| 33   | Tajiquistão          | 800                                       | 2011 est.          |
| 34   | Reino Unido          | 500                                       | 2011 est.          |
| 35   | Geórgia              | 400                                       | 2011 est.          |

Fonte: United States Geological Survey Mineral Resources Yearbook 2012

## Lista de países fora das estimativas de 2008
| País           | 2004 Est. | 2005 Est. | 2006 Est. | 2007 Est. |
| -------------- | --------- | --------- | --------- | --------- |
| Arábia Saudita | 30        | 0         | 0         | 0         |
| Japão          | 5.512     | 3.347     | 777       | 0         |
| Nigéria¹       | N/A       | N/A       | N/A       | N/A       |
| Tunísia        | 5.470     | 8.708     | 0         | 0         |

¹ A Nigéria também produz chumbo, mas as informações são insuficiente para a formulação de estimativas confiáveis.